# Leptophilypnus panamensis
Leptophilypnus panamensis är en fiskart som först beskrevs av Meek och Hildebrand, 1916.  Leptophilypnus panamensis ingår i släktet Leptophilypnus och familjen Eleotridae. Inga underarter finns listade i Catalogue of Life.